# کاسپاز ۱۳
کاسپاز ۱۳ (انگلیسی: Caspase 13) که با نامِ «آنزیم تبدیل‌کنندهٔ اینترلوکین ۱ بتا مرتبط با تکامل» یا «ERICE» هم شناخته می‌شود، یک پروتئین است که در بدن گاو وجود دارد. این آنزیم از خانوادهٔ کاسپازها است که سوبسترای خود را از ناحیهٔ سی-ترمینال باقی‌ماندهٔ اسید آسپارتیک می‌شکند.
گرچه در گذشته این آنزیم را به‌عنوان یک کاسپاز انسانی گزارش کرده بودند که می‌تواند در اثر کاسپاز ۸ فعال شود، اما پژوهش‌های بعدی نشان داد که ژن مرتبط با آن، منشأ گاوی داشته و احتمالاً ارتولوگ کاسپاز ۴ در انسان است.